# Абрасимов, Пётр Андреевич

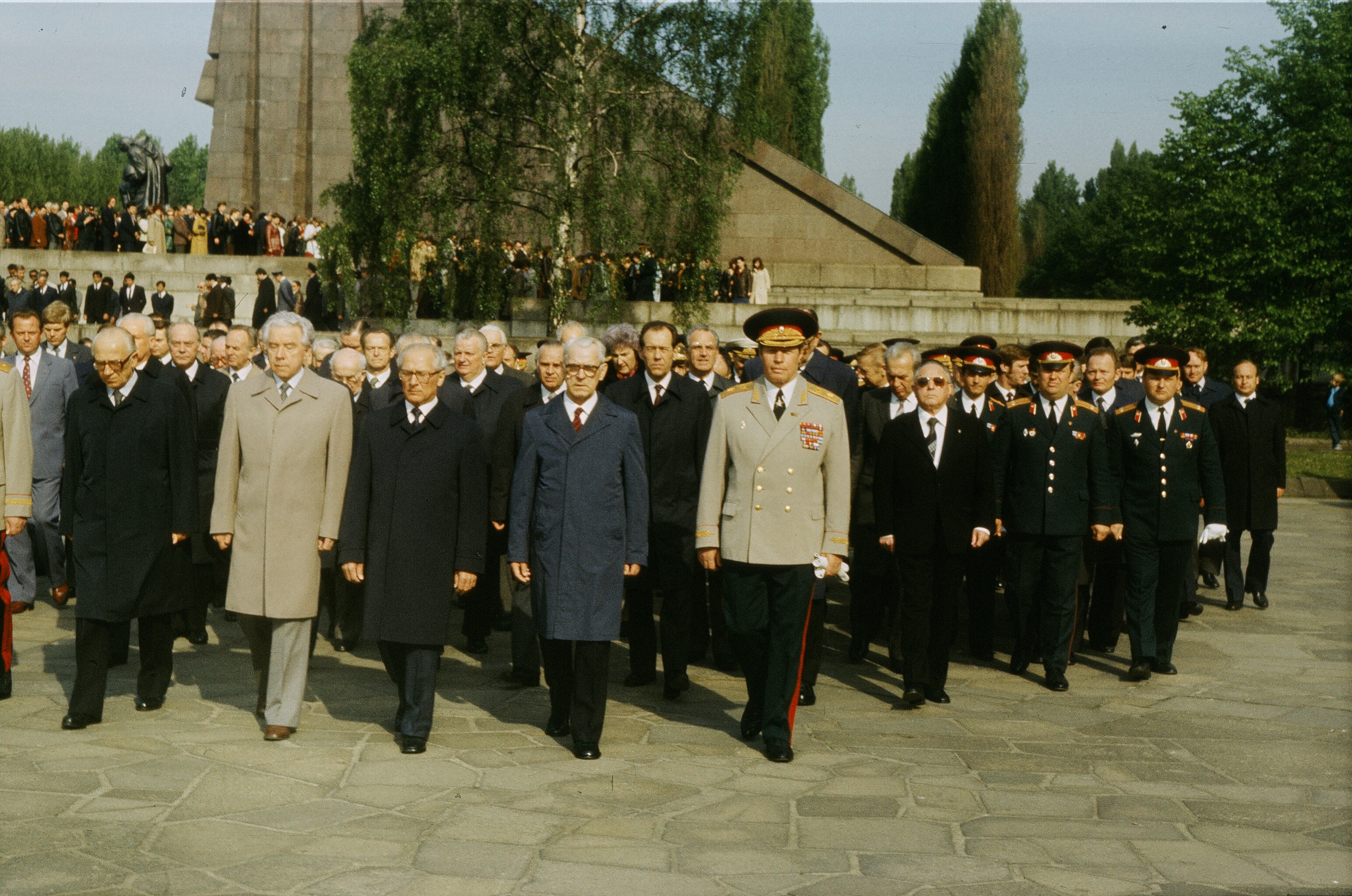
Посол СССР в ГДР П. А. Абрасимов на возложении венков в Трептов-парке. Берлин, 8 мая 1982 года

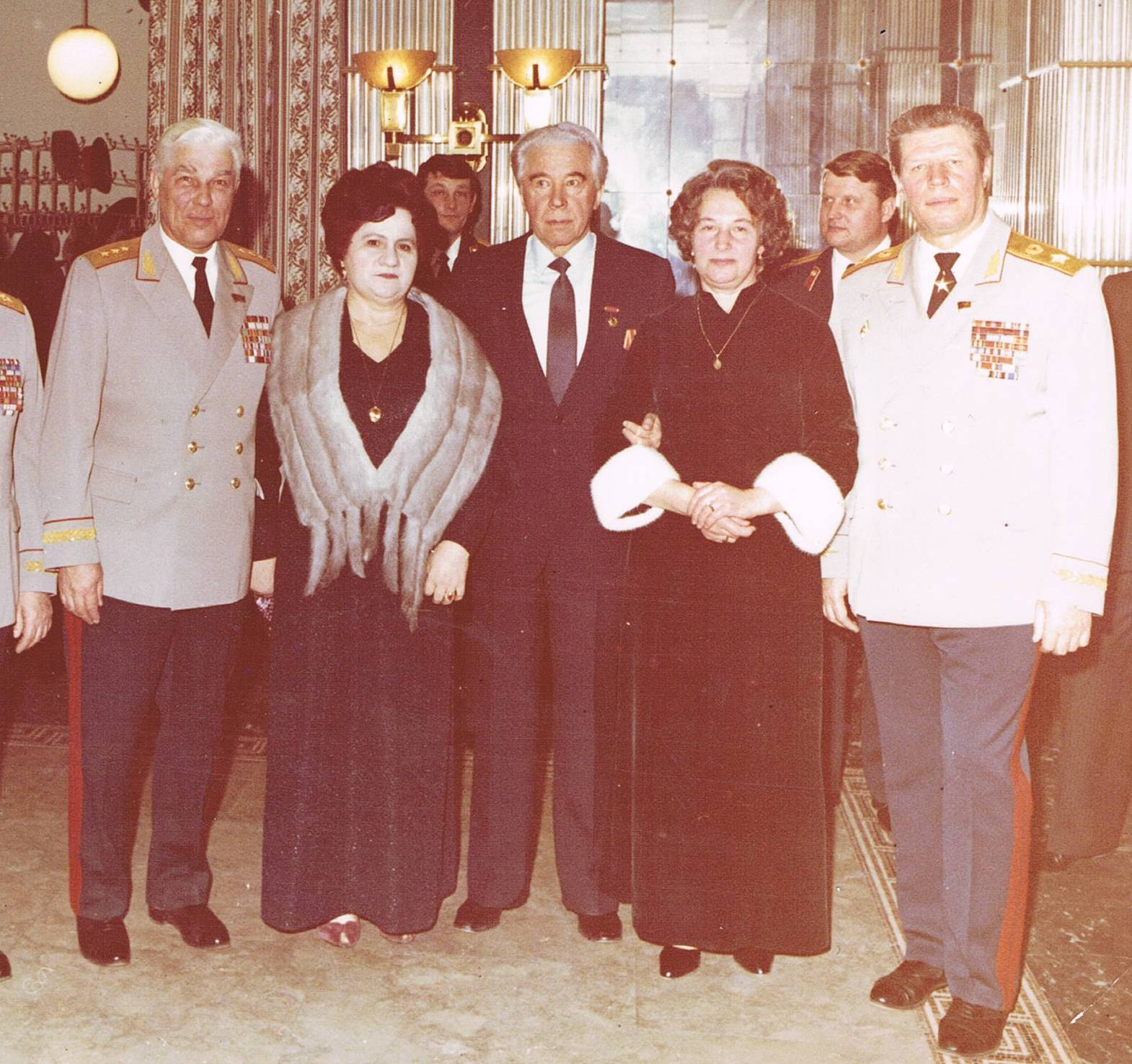
Член ВС ГСВГ И. А. Губин с супругой, Чрезвычайный и Полномочный Посол СССР в ГДР П. А. Абрасимов, М. И. Зайцева и Главком М. М. Зайцев. Берлин 1981

Абрасимов П. А. с командованием ГСВГ у памятника павшим Советским воинам в Западном Берлине (Тиргартен) 8 мая 1982 года

Пётр Андре́евич Абра́симов (бел. Пётр Андрэевіч Абрасімаў; 16 мая 1912, Богушевск, Могилёвская губерния — 16 февраля 2009, Москва) — советский партийный и государственный деятель, дипломат. Доктор исторических наук. Герой Труда ГДР (1971).

## Биография

### Работа в Витебске и Бресте
С 1931 года — директор клуба, уполномоченный филармонии, директор картинной галереи (Витебск).
В 1933 году — окончил техникум.
В 1939 году — учился на историческом факультете Белорусского университета.
В 1939 году в составе танковой бригады С. М. Кривошеина в Польский поход РККА. Присутствовал при торжественной передаче Бреста из рук немецкого генерала Г. Гудериана в руки комбрига С. М. Кривошеина. Участвовал в совместном военном параде частей Красной Армии и Вермахта в Бресте.
С 1939 года — заместитель председателя Брестского облисполкома.

### На фронтах Великой Отечественной войны и в партизанском движении
В 1941 году, после начала Великой Отечественной войны создаёт партизанское формирование.
С июня 1941 года — инспектор политотдела механизированного корпуса (Западный фронт), военный комиссар отдельного танкового батальона (Южный фронт).
В октябре 1941 года получил тяжёлое ранение.
В 1942 году, после второго ранения, комиссар танковой бригады.
С 1942 года работает в Центральном Штабе партизанского движения. Участвовал в разработке ряда успешных партизанских операций, несколько раз забрасывался в тыл немецких войск, где действовали белорусские партизаны.
В 1942—1944 годах — военный комиссар особого сбора под Муромом и старший помощник начальника Центрального штаба партизанского движения и первого секретаря ЦК КП(б) Беларуси Пантелеймона Кондратьевича Пономаренко.
В 1944 несколько месяцев преподавал в Белорусском университете, на историческом факультете.

### Высшая партийная и государственная деятельность в Беларуси
С декабря 1948 по июнь 1950 года — 1-й заместитель председателя Совета Министров Белорусской ССР.
В 1949 году — окончил 3 курса заочного обучения Высшей партийной школы при ЦК ВКП(б).
С 3 июня 1950 по 20 сентября 1952 года — секретарь ЦК КП(б) Беларуси.
В 1951 году окончил Белорусский государственный университет (заочно).
С ноября 1952 по июль 1955 года — 1-й заместитель председателя Совета Министров Белорусской ССР.
С 14 февраля 1954 года — член Бюро ЦК КП Беларуси.
С июля 1955 по январь 1957 года — секретарь ЦК КП Беларуси.
Депутат Верховного Совета БССР IV—VI созывов.
Депутат Верховного Совета СССР в Совете Национальностей от Белорусской ССР (3-4 созыв, 1950—1958).

### Дипломатическая работа
В 1956—1957 годах — советник-посланник посольства СССР в Китайской Народной Республике.
С 3 октября 1957 по 14 февраля 1961 года — чрезвычайный и полномочный посол СССР в Польской Народной Республике. Вручил верительные грамоты 17 октября 1957 года.
С 15 декабря 1962 по 18 сентября 1971 года — чрезвычайный и полномочный посол СССР в Германской Демократической Республике. Вручил верительные грамоты 17 декабря 1962 года.
Особенно весомый вклад он вносит в достижение Четырёхстороннего соглашения по Западному Берлину 3 сентября 1971 года. Это была одна из важных вех на пути не только к решению германского вопроса, но и к нормализации обстановки во всей послевоенной Европе.
С 18 сентября 1971 по 9 апреля 1973 года — чрезвычайный и полномочный посол СССР во Франции. Вручил верительные грамоты 6 октября 1971 года.
С 20 декабря 1972 по 9 апреля 1973 года — чрезвычайный и полномочный посол СССР в Малагасийской Республике (по совместительству). Вручил верительные грамоты 29 декабря 1972 года.
С 7 марта 1975 по 12 июня 1983 года — чрезвычайный и полномочный посол СССР в Германской Демократической Республике. Вручил верительные грамоты 15 марта 1975 года.
С 27 февраля 1985 по 13 мая 1986 года — чрезвычайный и полномочный посол СССР в Японии.
Почётный гражданин города Берлина (с 1971 по 29 сентября 1992 года).

### Работа в ЦК КПСС
С 11 февраля 1961 по декабрь 1962 года — 1-й секретарь Смоленского областного комитета КПСС.
С 31 октября 1961 по 25 февраля 1986 года — член ЦК КПСС.
С апреля 1973 по март 1975 года — заведующий Отделом ЦК КПСС по работе с заграничными кадрами и выездам за границу.
С 31 мая 1983 по 27 февраля 1985 года — председатель Государственного комитета СССР по иностранному туризму (Госкоминтурист СССР).
Депутат Верховного Совета СССР в Совете Национальностей от Таллинско—Калининского избирательного округа № 450 Эстонской ССР (9 созыв, 1974—1979); в Совете Союза от Смоленской области (6 созыв, 1962—1966).
Делегат XXII (1961 год), XXIII (1966 год), XXIV (1971 год), XXV (1976 год), XXVI (1981 год) съездов КПСС.

### Последние годы жизни
С мая 1986 года — на пенсии.
Умер 16 февраля 2009 года на 97-м году жизни в Москве.
Похоронен на Троекуровском кладбище в Москве.

## Произведения
- Западный Берлин: вчера и сегодня. М., 1980.
- 300 метров от Бранденбургских ворот. Взгляд сквозь годы. М., 1983.
- Четверть века послом Советского Союза. М., 2007.

## Награды
- Герой Труда ГДР (1971)[4].
- 4 ордена Ленина
- Орден Октябрьской Революции
- Орден Отечественной войны I степени
- Орден Отечественной войны II степени
- Орден Трудового Красного Знамени
- 2 ордена Красной Звезды
- Большая золотая звезда дружбы народов[10]
- Орден «Крест Грюнвальда» ПНР

## Дипломатический ранг
- Чрезвычайный и полномочный посол.